# Jamie Watson
Jamie Lovell Watson (ur. 23 lutego 1972 w Elm City) – amerykański koszykarz grający na pozycji niskiego skrzydłowego.
W 1990 został wybrany do IV składu Parade All-American.

## Osiągnięcia
Stan na podstawie, o ile nie zaznaczono inaczej.
NBA
- Uczestnik konkursu wsadów NBA (1995 – 3. miejsce)